# S’jam tribu
"S’jam tribu" är en låt framförd av den albanska sångerskan Aurela Gaçe. Låten blev Gaçes femte bidrag i Festivali i Këngës då hon ställde upp med den i tävlingen år 1999. Med låten lyckades Gaçe vinna tävlingen för första gången då hon tidigare som bäst slutat på en andraplats (1997 med låten Fati ynë shpresë dhe marrëzi). Låten skrevs av Jorgo Papingji och komponerades av Adrian Hila som sedermera producerat flera låtar tillsammans med Gaçe.